# Лішна (Люблінське воєводство)
Лішна (пол. Liszna) — село в Польщі, у гміні Славатичі Більського повіту Люблінського воєводства. Населення — 298 осіб (2011).

## Історія
За даними етнографічної експедиції 1869—1870 років під керівництвом Павла Чубинського, у селі переважно проживали римо-католики, меншою мірою — греко-католики, які переважно розмовляли українською мовою.
За німецьким переписом 1940 року, у селі проживало 443 особи, з них 59 українців, 369 поляків, 9 «фольксдойче», 4 «русини» і 2 німці; на однойменній колонії був 201 житель, з яких 175 поляків, 11 «фольксдойче», 9 українців і 6 німців.
У 1975—1998 роках село належало до Білопідляського воєводства.

## Демографія
Демографічна структура станом на 31 березня 2011 року:
|          | Загалом | Допрацездатний вік | Працездатний вік | Постпрацездатний вік |
| -------- | ------- | ------------------ | ---------------- | -------------------- |
| Чоловіки | 147     | 28                 | 93               | 26                   |
| Жінки    | 151     | 29                 | 81               | 41                   |
| Разом    | 298     | 57                 | 174              | 67                   |